# تپه دلیک قیه
تپه دلیک قیه مربوط به دوران‌های تاریخی پس از اسلام است و در شهرستان بوئین‌زهرا، بخش آبگرم، روستای رزک واقع شده و این اثر در تاریخ ۱۹ اسفند ۱۳۸۰ با شمارهٔ ثبت ۴۹۵۷ به‌عنوان یکی از آثار ملی ایران به ثبت رسیده است.